# Tillmann Loch
Tillmann Loch (* 22. Februar 1960 in Tübingen) ist ein deutscher Urologe und ehemaliger Handballspieler.

## Leben
Tillmann Loch war Schüler am Hans-Geiger-Gymnasium in Kiel, wo Gerd Welz, der damalige Trainer des Handball-Bundesligisten THW Kiel, auf ihn aufmerksam wurde und ihn zum THW holte. Er bestritt 145 Spiele für die Zebras, in denen er 66 Tore erzielte. Mit den Kielern wurde er 1983 und 1985 Vizemeister. 1987 wechselte der Kreisläufer zum Zweitligisten SG Weiche-Handewitt, mit dem er ein Jahr später in die erste Liga aufstieg. Ab 1989 spielte er für den VfL Bad Schwartau.
Loch studierte von 1982 bis 1987 Medizin und wurde 1988 approbiert. 1993 promovierte er mit der Dissertation „Die klinische Bedeutung von rektalem Tastbefund und prostataspezifischem Antigen für die Erkennung des Prostatakarzinoms. Eine prospektive Studie“ an der Klinik für Urologie der Kieler Christian-Albrechts-Universität (CAU). 2000 wurde Loch Privatdozent für das Gebiet Urologie an der Medizinischen Fakultät der CAU. Seit Juli 2004 ist er Chefarzt der Urologischen Klinik des Diakonissenkrankenhauses Flensburg. Im Oktober 2008 wurde ihm der Titel außerplanmäßiger Professor verliehen.
Er ist Leiter der Sektion Urologie der Deutschen Gesellschaft für Ultraschall in der Medizin.